# Букин, Михаил Иванович
Михаи́л Ива́нович Бу́кин (1 [13] сентября 1897, Орёл — 1958, там же) — советский коллаборационист периода Великой Отечественной войны, осуждённый как государственный преступник. В 1942—1943 годах занимал должность начальника Орловского сыскного отделения полиции («Русского гестапо»), действовавшего под эгидой немецких оккупантов.
Бежав из оккупированного Орла в августе 1943 года, Букин исчез из поля зрения сотрудников НКВД и затем КГБ на 14 лет. В 1957 году был арестован и приговорён к смертной казни, а в следующем году расстрелян по приговору суда.

## Ранние годы
Михаил Букин родился в Орле в семье Ивана Букина, купца 1-й гильдии и его супруги, также имевшей купеческое происхождение. После окончания 1-го коммерческого реального училища в Орле он отправился в Киев, где поступил в Киевский коммерческий институт.
После занятия Киева частями Германской имперской армии в 1918 году Букин вернулся в Орёл. 13 октября 1919 года в город вошли белые (1-й корпус Добровольческой армии под командованием генерала А. П. Кутепова). Согласно показаниям Елены Поздняковой, соседки Букиных, в тот день «все члены семьи Букиных стояли у своего дома празднично одетые. Его [прим. — М. И. Букина] мать держала в руках традиционный хлеб-соль. Букин стоял рядом и махал рукой». Она же вспоминала, что на второй день пребывания белых в Орле «Букин с белым офицером стучали в дом евреев», и что во время Гражданской войны соседи прятали в своём доме жандарма. 20 октября белогвардейцы оставили город.

## При Советской власти
Согласно автобиографии Букина, с 1920 по 1941 год он сменил шесть мест работы. За эти годы он успел поработать помощником бухгалтера, штатным кассиром, кладовщиком, начальником обеспечения по матчасти. Последним местом работы Букина перед его вторым арестом стало орловское отделение треста «Росглавхлеб», где он занимал должность старшего товароведа-консультанта.
Арестовывался Букин дважды. В 1932 году он был впервые задержан сотрудниками ОГПУ по подозрению в хранении золотой валюты. Отбыв три месяца в заключении, он был отпущен. В апреле 1941 года Орловский народный суд приговорил Букина к двум годам лишения свободы, посчитав, что тот не имел права на закупку труб для Брянского хлебозавода. Бывший товаровед был этапирован в тюрьму города Гомеля.

## Начало войны
Когда началась Великая Отечественная война, Букин всё ещё продолжал отбывать срок в гомельской тюрьме. Во время поспешной эвакуации тюремных работников заключённые были брошены на произвол судьбы. Впоследствии Букин вспоминал:
В первый день войны лагерь был обстрелян немецкими самолётами. Начальства никакого. Люди пошли — кто куда. Документов у меня не было. Вскоре меня и других задержали немцы. В Карачеве нас поместили в так называемый сборочный пункт. Нам выдали «аусвайсы». Получив документы, я пошел в Орёл. Я находился в различных деревнях, уже занятых немцами. Чтобы остаться живым — работал. За это мне давали питание. 3 октября немцы заняли Орёл, и я начал понемногу приближаться. В Орёл прибыл 28 октября.
В оккупированном Орле Букина ждала супруга Анастасия.
Соседкой семьи Букиных по коммунальной квартире была 48-летняя Ольга Стёпина, работавшая переводчицей в орловском отделении СД. Однажды вечером, будучи в гостях у Стёпиной, Букин познакомился с немецкими офицерами-переводчиками Кригером и Клатманном. Как впоследствии утверждал на допросе Букин, один из них поинтересовался, чем Букин будет заниматься в оккупированном городе. Тот ответил: «Не знаю», и тогда офицеры предложили устроить его в городскую полицию. Букин согласился. На следующий день те же офицеры приехали к нему домой и пригласили его к орловскому бургомистру А. С. Старову, с которым Букин был хорошо знаком.
Работая полицейским, Букин, как и многие другие полицейские, за взятки покровительствовал нелегальным самогонщикам. 11 января 1942 года при содействии Старова он стал бухгалтером Орловской городской управы, 14 января был переведён в паспортный отдел полицейского управления, а 1 апреля — назначен старшим агентом в т. н. «Розыскную группу», действовавшую при полицейском управлении. 15 апреля Букин встал во главе этой группы.

## Сыскное отделение

### Общая характеристика
В мае 1942 года группа, возглавляемая Букиным, была реорганизована в Орловское сыскное отделение полиции и передана в подчинение орловской полиции безопасности и СД во главе с Гансом Германом Кохом.
Первоначально отделение разместилось в одноэтажной постройке по адресу: ул. Черкасская, 51 (здание не сохранилось). В полуподвальном помещении с земляными полами находились три камеры, а четвёртая была оборудована в домике во дворе. Арестанты содержались в антисанитарной обстановке: в тесных камерах были вши и клопы, воздух был спёрт. Вместо обуви заключённым выдавались деревянные колодки с ремешками. В самой большой камере площадью 16 м² содержалось до 30 человек. Мужчины и женщины содержались в камерах совместно. Несмотря на то, что в зимнее время в подвале топили «буржуйки», в камерах стоял холод; люди спали на полу. Кроме того, они рисковали отравиться угарным газом, что при подобном способе отопления подвала было крайне вероятно.
По вечерам арестантов выводили во двор на прогулки, во время которых горожанам иногда удавалось передавать им немного еды. Одна очевидица позже вспоминала, что «некоторые арестованные были настолько истощены, что вместо слов издавали мычание».
В список задач Орловского сыскного отделения входили: выявление лиц, враждебно настроенных к новой власти (коммунистов, комсомольцев, подпольщиков, партизан), а также евреев, сбор сведений о настроениях среди населения, проверка благонадёжности лиц, поступавших на службу к оккупантам. Задержания неблагонадёжных лиц проводились совместно с немцами. О результатах своих расследований тайные агенты докладывали лично Букину, а он — в Управление полиции безопасности и СД. Утверждением списков «неблагонадёжных» занималась специальная комиссия в составе самого Букина, его заместителя Ковригина, сотрудников полиции Круппа, Калганова, Григорьева и Романова. После утверждения все списки передавались в немецкую службу безопасности.
Всем сотрудникам сыскного отделения предписывалось ходить в гражданской одежде, выглядеть опрятно, обращаться друг к другу словами «господин», «госпожа». При входе в здание отделения каждый был обязан предъявить пропуск. Допускалось ношение колец, перстней, бус. Ежемесячное жалованье сотрудника составляло 50—200 рейхсмарок.

### Методы работы
Частым явлением в Орловском сыскном отделении были избиения заключённых, поощряемые Букиным. В качестве орудий побоев использовались ремни, плети, резиновые шланги. Если допрашиваемый терял сознание, его обливали холодной водой, дожидались, пока человек придёт в себя, после чего продолжали допрос. Иногда арестантов раздевали догола, запирали в камере на несколько дней и лишь тогда вызывали на допрос.
Зачастую агенты сыскного отделения прибегали к психологическим приёмам во время допросов, угрожая расправой над членами семьи арестованного и заставляя его сознаться в подпольной деятельности или же устраивая очные ставки со лжесвидетелями. По воспоминаниям одной из орловчанок, переживших оккупацию, однажды «во время допроса одного из подпольщиков в кабинет ввели неизвестного. Ткнув в него пальцем, Букин заявил: „Он говорит, что вы договорились вместе взорвать мост“».
Букин лично руководил арестами, обысками, засадами, осуществляемыми сотрудниками отделения. Он ежедневно проводил осмотр камер, допрашивал арестованных, либо присутствовал на допросах, самостоятельно проводил занятия с агентами.

## Борьба с подпольщиками

М. И. Букин (сидит) с супругой и неизвестным молодым человеком

### Раскрытие внутреннего заговора
Во второй половине 1942 года при непосредственном участии Букина агентами сыскного отделения была разоблачена подпольная группа, действовавшая внутри орловской полиции. В августе-сентябре были арестованы её члены: начальник полиции Орла В. И. Головко, полицейские Д. Сорин и П. Кунце, а также Н. Челюскин, заведовавший паспортным столом. В 1957 году Букин вспоминал о ликвидации группы следующим образом:
В середине сентября 1942 года тайный агент сообщил, что в Орле проживает Челюскин, который переброшен в тыл немцев со специальным заданием. Я поручил подчинённым проверить и собрать дополнительные данные о Челюскине. В результате было установлено, что Челюскин работает в паспортном столе городской полиции и до этого непродолжительное время содержался под арестом в комендатуре. Получив эти данные, я принял решение арестовать Челюскина.
В скором времени Челюскин был арестован. В результате обыска в его сарае был обнаружен свёрток с бланками паспортов и другими документами, выкраденными им в паспортном столе орловской полиции.
Допрос Челюскина, оказавшегося советским разведчиком, вёл лично Букин. Пока сам разведчик содержался под арестом, на его квартире находились два тайных агента, ожидавших прихода подпольщика-связного. Букин пытался узнать, с каким заданием разведчик прибыл в немецкий тыл и с какими лицами был связан, однако Челюскин отказывался отвечать на его вопросы, утверждая, что перешёл линию фронта только для того, чтобы жить в Орле вместе с матерью.
Последней попыткой Букина склонить заключённого к передаче каких-либо сведений стало привлечение матери Челюскина к присутствию на допросах. Рассчитывая на то, что она убедит Челюскина сотрудничать с оккупационными властями, Букин трижды организовывал встречи между матерью и сыном. Глава сыскного отделения напоминал ему об отце, репрессированном в годы советской власти, и о дворянском происхождении Челюскина, но и это не помогло. Как сам он впоследствии показал на допросе, «эти старания ни к чему не привели. Челюскин ни в чём не признался». В конечном итоге, так и не добившись никаких признаний со стороны последнего, он отдал приказ о расстреле Челюскина. В 1950-х годах один из бывших агентов полиции, допрошенный по делу Букина, вспоминал:
Я был очевидцем, когда Букин непосредственно в здании сыскного отделения арестовал своего личного секретаря Сорина Дмитрия, который занимался изготовлением и распространением по г. Орлу листовок с призывом бороться против немцев. Вскоре был арестован полицейский Кунце Павел. Оба они были расстреляны. Чуть позже были арестованы полицмейстер Головко и начальник паспортного стола Челюскин… Головко умер от побоев, а Челюскина расстреляли…
Другой экс-сотрудник сыскного отделения рассказывал о допросах Кунце, Головко и Челюскина таким образом:
Когда мы вошли в кабинет к немцам, то увидели, что Головко лежит на полу без сознания. Мы унесли его в указанный Букиным кабинет № 5. Букин шел впереди и, когда мы положили Головко на пол, тут же стал ногами ему на грудь и начал подпрыгивать, что-то приговаривая… Букин несколько раз подпрыгнул на груди у Головко… Тот пролежал до утра и умер, не приходя в сознание…

### Предотвращение взрыва театра

Владимир Ефимович Сечкин, возглавлявший крупнейшую подпольную организацию Орла — «группу Сечкина». Разоблачён, арестован и ликвидирован сотрудниками ведомства Букина

На 3 октября 1942 года немецкими властями были намечены торжественные мероприятия, приуроченные к годовщине занятия Орла, в том числе банкет для высокопоставленных лиц. Банкет предполагалось организовать в городском драматическом театре, где должны были собраться члены городской управы во главе с бургомистром, а также представители немецкого командования. Узнав об этом, лидеры подполья разработали план взрыва театра. Осуществление взрыва было поручено подпольщикам Н. Алексеевой, В. Сечкину и Е. Цыганкову, устроившимся в театр на работу, а подготовку к акции взяла на себя разведчица Е. Зуева.
Воплотить задуманное в жизнь подпольщикам не удалось. За два дня до банкета были арестованы В. Сечкин, Н. Алексеева, В. Булгаков, М. Земская, Е. Цыганков, А. Подделков, П. Маяцкий, а вскоре и другие члены организации — всего 26 человек, а также связная М. Ушакова. Впоследствии все они подверглись жестоким пыткам, а после — расстреляны. Вместе с Марией Земской была расстреляна её двухлетняя дочь Валя. Подпольная группа была разоблачена при помощи внедрённого в её состав тайного агента, личность которого до сих пор не установлена.

### Последние месяцы
К началу 1943 года ведомство Букина достигло максимальных успехов за всю историю своей деятельности. В мае немецкая администрация выделила на нужды сыскного отделения два кирпичных здания. Во время ремонтных работ в одном из этих зданий произошёл инцидент: вступив в скандал с сотрудниками городской управы, которые, по его мнению, делали ремонт недостаточно старательно, Букин ударил техника управы. В результате служебного расследования, проведённого немцами, он был оштрафован на 200 рейхсмарок.
1 апреля 1943 года на общем собрании сотрудников сыскного отделения Букин и его заместитель Ковригин были торжественно награждены немецкими орденами для Восточных народов. На следующий день пронемецкая орловская газета «Речь» опубликовала заметку о том, что накануне «Господин Главнокомандующий наградил руководителя Орловского сыскного отделения господина Букина и его заместителя орденом „За храбрость“». Командование выразило обоим награждённым благодарность «за их испытанную работу на пользу общественного спокойствия и безопасности».
В июне 1943 года штат Орловского сыскного отделения насчитывал около 150 тайных агентов (при населении Орла примерно 120 тыс. человек), среди которых было много женщин. Вербовка новых агентов была одной из важнейших задач отделения. Существовал даже определённый план: каждый сотрудник был обязан завербовать 10—12 человек. Во время вербовки тайный агент в обязательном порядке давал подписку.
Встречи с завербованными происходили на их квартирах, реже — в самом сыскном отделении, куда агенты приходили под видом посетителей. Имена наиболее важных тайных агентов Букин тщательно скрывал от подчинённых. Среди них была и некая Татьяна П. — работница городской управы, тайно наблюдавшая за «конкурентом» Букина — бургомистром А. Н. Старовым.

## Отступление
В июле 1943 года, в свете громкой победы Красной армии в сражении под Прохоровкой, советское командование приняло решение о начале Орловской наступательной операции (кодовое название — операция «Кутузов»), что создало непосредственную угрозу взятия Орла частями Красной армии. В городе началась подготовка к эвакуации. Позже Букин вспоминал, что в те дни он «к работе в сыскном отделении относился несерьёзно», «больше находился дома, чем на службе» и «думал только о том, чтобы своевременно убраться из Орла».
24 июля товарный вагон, который немцы выделили для эвакуации сотрудников Орловского сыскного отделения и их семей, в составе одного из поездов отбыл в направлении Брянска. 32 места — треть вагона — занимали вещи, принадлежавшие Букину и его супруге. Коллаборационисты были доставлены на станцию Жуковка (совр. Брянская область), а затем в Брянск, где содержались ещё в течение нескольких недель. 28 августа 1943 года Букин был отправлен в Каунас, в распоряжение СД. По личному приглашению коменданта литовского концлагеря «Правенишкес» Отто Андерсона Букин занял место его помощника, был произведён в унтер-офицеры и, впервые в жизни, надел военную форму. Летом 1944 года, в связи с новым наступлением Красной армии, персонал концлагеря был эвакуирован. Букиных доставили в город Готенхафен, где супруги устроились на завод по покраске деталей для немецких субмарин. Перед освобождением города советскими войсками Букин выбросил все немецкие награды и уничтожил компрометирующие его документы.
В знак уважения к Букину немцы фиктивно заключили их с женой в концлагерь. В апреле 1945 года они были освобождены. В числе прочих беженцев, массово возвращавшихся на родину, супруги вернулись в СССР. Чтобы избежать разоблачения, Букин внёс поправки в свою биографию. Согласно придуманной им легенде, он родился в 1891 году в Царицыне, с 1912 года работал в Ростове у купца Елисеева, с 1939 по 1941 год болел малярией, с 1942 по 1944 годы — работал добровольцем в Кизляре в санитарном госпитале № 1049. Имя, отчество и фамилию, однако, он оставил без изменений, рассчитывая на то, что на однофамильца подозрение не падёт.

## Днепропетровск

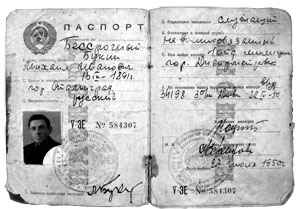
Разворот советского паспорта Букина. Данные о дате и месте рождения указаны неверно, согласно легенде, придуманной Букиным для скрытия истинного лица

В 1945 году Букин с женой обосновались в Днепропетровске, поселившись по адресу: ул. Шмидта, 2. 27 июля 1950 года Букину был выдан советский паспорт. Незадолго до ареста бывший коллаборационист устроился в днепропетровский трест «Горкоммунжилстрой» сторожем.
Ещё в 1947 году в органы госбезопасности поступили сведения о том, что Букина видели в городе Ново-Белице Гомельской области (ныне часть Гомеля). Группа чекистов срочно прибыла на место, но следов Букина так и не обнаружила.
После долгих поисков человек, похожий на Букина, был обнаружен в Днепропетровске. После проведения графической экспертизы, подтвердившей факт того, что глава сыскного отделения Букин и его полный тёзка — житель Днепропетровска — один и тот же человек, 15 апреля 1957 года прокурор Орловской области В. И. Тимофеев санкционировал арест Букина, отправив в Днепропетровск оперативную группу в составе сотрудников областного УКГБ полковника М. А. Шинелева и капитанов В. Я. Пирогова и И. Я. Хотинского для его задержания. Вечером 17 апреля бывший начальник Орловского сыскного отделения был арестован. Позже В. Я. Пирогов в своём очерке «Конец оборотня» описывал процесс ареста следующим образом:
Однажды под вечер сменившегося с дежурства сторожа вызвал комендант общежития и сказал, что необходимо подменить кого-то из внезапно заболевших вахтёров. Невольно пожав плечами, сторож отправился к себе, переоделся в рабочее платье и, потоптавшись у двери, направился во двор к воротам.

Когда на его руках щёлкнули наручники, сторож, он же Букин, упавшим голосом произнёс:

— Так и знал. Давно ждал…
После задержания в квартире Букина был проведён обыск. Сотрудники КГБ изъяли две расчётные книжки, карманные часы немецкой фирмы «Thiel», четыре экземпляра автобиографии Букина, облигации госзаймов, 24 фотокарточки, письма. В качестве понятых выступили соседи бывшего коллаборациониста — Георгий Привалов и Софья Соловей. Для них, как и для рабочих со стройки, которую охранял Букин, арест соседа оказался полной неожиданностью: пожилой мужчина был тих, приветлив, немногословен. Будучи совершенно одиноким (супруга Букина скончалась за несколько лет до его ареста), в последнее время он охотно уделял внимание соседским детям, присматривал за ними в отсутствие родителей.
Первый допрос задержанного состоялся через полчаса после обыска. На первую же просьбу об уточнении даты и места рождения Букин честно ответил: «Я родился в городе Орле 13 сентября 1897 года». На следующий день арестант был переправлен в Орёл, где должен был состояться суд.

## Суд
До начала суда Букин содержался в тюрьме № 1 УВД по Орловской области, где 20 апреля состоялся его допрос. Дело Букина было поручено одному из сотрудников, задерживавших его в Днепропетровске, — следователю Исааку Яковлевичу Хотинскому. К моменту допроса он проделал огромную работу: сотрудники КГБ на протяжении полутора месяцев собирали свидетельские показания. В качестве свидетелей привлекались бывшие подпольщики, разведчики, граждане Орла, пережившие оккупацию, бывшие коллаборационисты, в том числе сотрудники Орловского сыскного отделения. По инициативе Хотинского в адресные бюро по всему СССР было направлено более 200 запросов, в совокупности занявших в уголовном деле Букина примерно полтома.
На первом же допросе задержанный подробно рассказал о том, как бежал из гомельской тюрьмы, прибыл в Орёл, перешёл на службу к немцам, сознался в том, что «скрывался от ответственности за совершенные преступления». На вопросы, касавшиеся деятельности сыскного отделения, отвечал уклончиво, утверждая, что «грязную работу делали мои подчиненные и немцы», и отрицая свою причастность к убийствам подпольщиков и партизан. Букин признал свою вину только после проведения нескольких очных ставок с бывшими заключёнными его ведомства.
12 ноября 1957 года Букин ознакомился с копией обвинительного заключения, а 20 ноября начался судебный процесс по его делу под председательством судьи Алёшина и народных заседателей Стукалова и Микка. Он проходил в течение шести дней в актовом зале орловского учётно-кредитного техникума (совр. Банковская школа). Ввиду того, что зал не мог вместить всех желающих присутствовать на процессе, все судебные заседания транслировались во дворе и в фойе техникума, где были установлены мощные репродукторы. В актовом зале присутствовало около 600 человек.
Суд заслушал показания 78 свидетелей, как из Орла, так и из других городов СССР: Москвы, Горького, Ленинграда, Сталинграда, из Украинской и Литовской ССР. 26 ноября начались судебные прения. Государственный обвинитель Виктор Тимофеев попросил суд приговорить Букина к высшей мере наказания — смертной казни через расстрел. Выступая с последним словом, подсудимый сказал: «Прошу суд не лишать меня жизни!». В тот же день суд вынес Букину смертный приговор. Зрители, присутствовавшие в зале, встретили его аплодисментами. На следующий день после приговора газета «Орловская правда» опубликовала краткую заметку о вынесении приговора Букину.
2 декабря Букин получил копию приговора. В течение ещё нескольких месяцев он содержался под стражей и даже подал в Президиум Верховного Совета РСФСР ходатайство о помиловании. 2 апреля 1958 года оно было отклонено. Приговор Букину был приведён в исполнение в апреле или мае того же года (точная дата неизвестна).
За успешное проведение следственных мероприятий по уголовному делу Букина председатель КГБ И. А. Серов объявил благодарность следователю Хотинскому.

## Личная жизнь

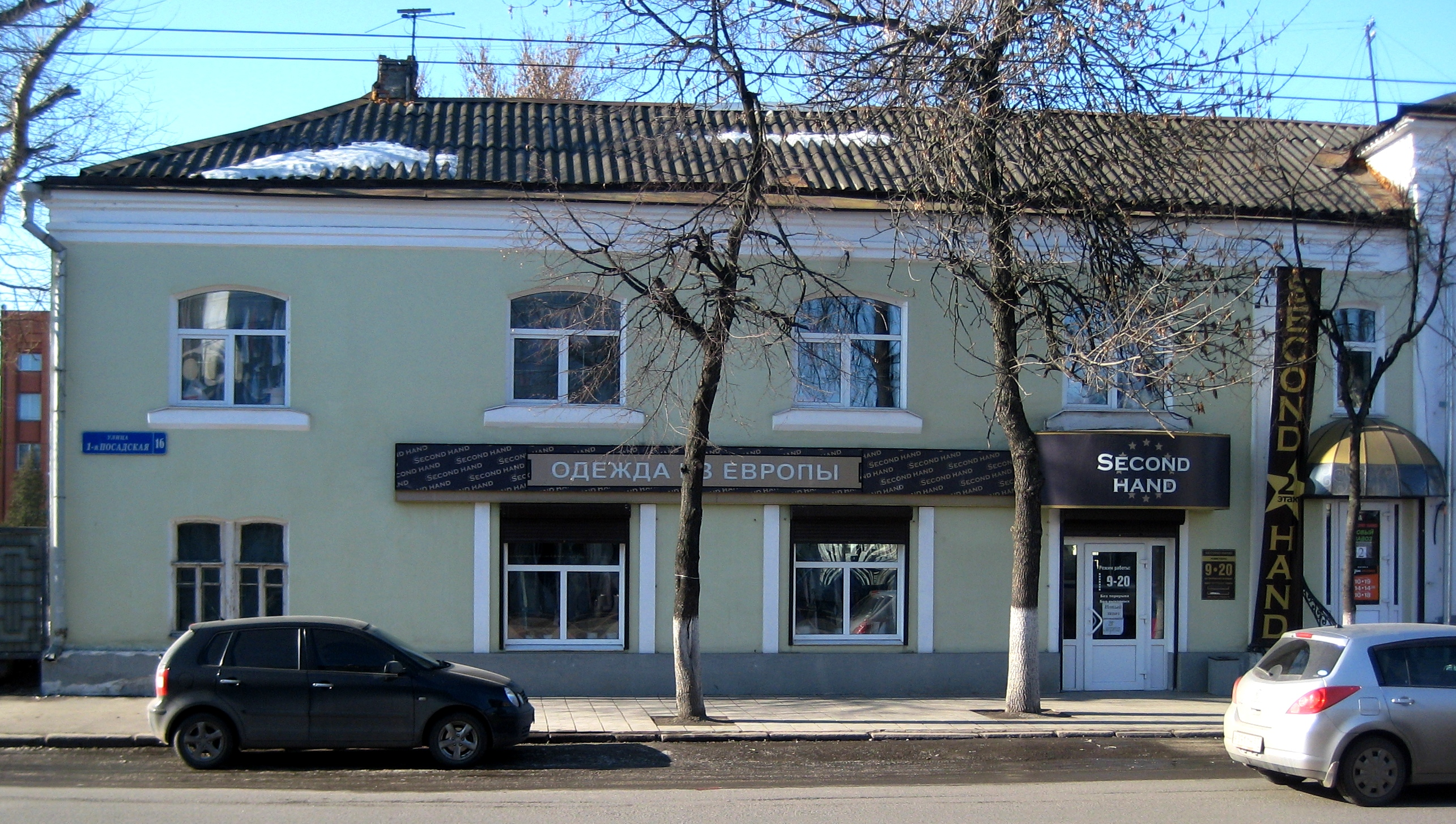
Дом № 16 по ул. 1-й Посадской (Орёл), где во время оккупации города жил М. И. Букин

### Быт
В период оккупации Орла чета Букиных, не имевшая детей, жила в большой квартире в доме № 16 по ул. 1-й Посадской, располагавшемся в одном из центральных районов города. Квартира была обставлена вещами, изъятыми у горожан сотрудниками сыскного отделения. На рабочем столе в личном кабинете Букина находилась выточенная из малокалиберного снаряда зажигалка, на тумбочке — скульптура медведя, на которую Букин обычно вешал свою плётку, используемую во время допросов.
На начальника сыскного отделения работали два телохранителя, личная портниха и несколько арестантов, которые трудились на огороде Букина.

### Личные качества
По воспоминаниям современников, Букин с молодости придерживался образа денди, был падок на красивые вещи, драгоценности и украшения, а особенно на перстни, ношение которых не воспрещалось для сотрудников Орловского сыскного отделения. Как позже вспоминали соседи Букина, в молодости он «имел прозвище „парчечный барин“. Одевался по последней моде, в руке держал трость, на руках — кольца. Держался на людях гордо. К бедным относился с пренебрежением».
Кроме того, Букин был крайне жесток, о чём можно судить, как минимум, по его высказываниям. Когда в одной из камер сыскного отделения повесился красноармеец, Букин сказал: «Туда ему и дорога!». На смерть подпольщика Дмитрия Сорина от пыток во время допроса он отреагировал словами: «Собаке — собачья смерть!». Также доподлинно известно, что Букин лично забил до смерти разоблачённого в «предательстве» (по отношению к оккупантам) полицейского В. И. Головко в сентябре 1942 года.
Бывший шеф орловского отделения полиции безопасности СД Ганс Герман Кох, задержанный сотрудниками СМЕРШа в ноябре 1945 года, сказал на допросе, что при эвакуации из Орла «Букин оказался большим трусом».

## После смерти
В советский период теме нацистского коллаборационизма на территории Орла и области уделялось минимальное внимание. В настоящий момент личность Букина практически не рассматривается в рамках научных трудов и публикаций краеведов Орла и области. Характеристика для Букина со стороны орловских писателей и краеведов вполне однозначна: видный орловский публицист М. М. Мартынов (1912—1986) характеризует его как «садиста и убийцу», журналист Александр Алоян, посвятивший теме орловского подполья времён оккупации ряд статей в газете «Просторы России», стал автором дилогии о Букине под названием «Зверь».
Материалы уголовного дела Букина по-прежнему недоступны для ознакомления. Согласно ч. 3 ст. 25 действующего федерального закона «Об архивном деле в Российской Федерации», принятого 22 октября 1944 года, документы будут раскрыты лишь по прошествии 75 лет со дня вынесения приговора, то есть в 2032 году.
Единственным публичным местом в городе Орле, где на сегодняшний день можно увидеть фотографию Букина, является экспозиционный зал, посвящённый периоду оккупации Орла, Орловского военно-исторического музея (Музея-диорамы). Репродукция фотографии Букина расположена на чёрном фоне. Во время экскурсий гиды представляют Букина как «чёрного человека» в истории Орла. Все остальные фотографии, изъятые во время обыска квартиры супругов в Днепропетровске, хранятся в архивах Управления ФСБ России по Орловской области.